# Pape Matar Sarr
Pape Matar Sarr (Thiaroye, 14 de septiembre de 2002) es un futbolista senegalés. Juega de centrocampista y su equipo es el Tottenham Hotspur F. C. de la Premier League.

## Trayectoria
Comenzó su carrera en el Génération Foot de su natal Senegal, y en septiembre de 2020 fichó por el F. C. Metz francés. Debutó el 29 de noviembre de 2020 contra el Brest en la Ligue 1.
El 27 de agosto de 2021 fichó por el Tottenham Hotspur F. C., aunque fue enviado a préstamo de vuelta a Metz para la temporada 2021-22.

## Selección nacional
Debutó por la selección de Senegal el 26 de marzo de 2021 contra Congo por la clasificación para la Copa Africana de Naciones de 2021.
Formó parte del plantel que ganó la Copa Africana de Naciones 2021.

## Estadísticas
Actualizado al último partido disputado el 13 de agosto de 2025.
| Club                               | Div.          | Temporada     | Liga  | Liga  | Copas nacionales | Copas nacionales | Copas internacionales | Copas internacionales | Total | Total |
| Club                               | Div.          | Temporada     | Part. | Goles | Part.            | Goles            | Part.                 | Goles                 | Part. | Goles |
| ---------------------------------- | ------------- | ------------- | ----- | ----- | ---------------- | ---------------- | --------------------- | --------------------- | ----- | ----- |
| F. C. Metz Francia                 | 1.ª           | 2020-21       | 22    | 3     | 3                | 1                | ―                     | ―                     | 25    | 4     |
| F. C. Metz Francia                 | 1.ª           | 2021-22       | 33    | 1     | 1                | 0                | ―                     | ―                     | 34    | 1     |
| F. C. Metz Francia                 | Total club    | Total club    | 55    | 4     | 4                | 1                | 0                     | 0                     | 59    | 5     |
| Tottenham Hotspur F. C. Inglaterra | 1.ª           | 2022-23       | 11    | 0     | 2                | 0                | 1                     | 0                     | 14    | 0     |
| Tottenham Hotspur F. C. Inglaterra | 1.ª           | 2023-24       | 34    | 3     | 1                | 0                | —                     | —                     | 35    | 3     |
| Tottenham Hotspur F. C. Inglaterra | 1.ª           | 2024-25       | 36    | 3     | 6                | 1                | 13                    | 2                     | 55    | 6     |
| Tottenham Hotspur F. C. Inglaterra | 1.ª           | 2025-26       | 0     | 0     | 0                | 0                | 1                     | 0                     | 1     | 0     |
| Tottenham Hotspur F. C. Inglaterra | Total club    | Total club    | 81    | 6     | 9                | 1                | 15                    | 2                     | 105   | 9     |
| Total carrera                      | Total carrera | Total carrera | 136   | 10    | 13               | 2                | 15                    | 2                     | 164   | 14    |
| 1. 2.                              |               |               |       |       |                  |                  |                       |                       |       |       |

### Selección nacional
Actualizado al último partido disputado el 25 de marzo de 2025.
| Selección | Año   | Amistosos | Amistosos | África | África | Mundial | Mundial | Total | Total |
| Selección | Año   | Part.     | Goles     | Part.  | Goles  | Part.   | Goles   | Part. | Goles |
| --------- | ----- | --------- | --------- | ------ | ------ | ------- | ------- | ----- | ----- |
| Senegal   | 2021  | 3         | 0         | 1      | 0      | -       | -       | 4     | 0     |
| Senegal   | 2022  | 2         | 0         | 4      | 0      | 2       | 0       | 8     | 0     |
| Senegal   | 2023  | 2         | 0         | 4      | 1      | -       | -       | 6     | 1     |
| Senegal   | 2024  | 1         | 0         | 10     | 0      | -       | -       | 11    | 0     |
| Senegal   | 2025  | -         | -         | 2      | 1      | -       | -       | 2     | 1     |
| Total     | Total | 8         | 0         | 21     | 2      | 2       | 0       | 31    | 2     |

## Palmarés

### Títulos internacionales
| Título                    | Equipo                  | Sede    | Año  |
| ------------------------- | ----------------------- | ------- | ---- |
| Copa Africana de Naciones | Selección de Senegal    | Camerún | 2021 |
| Liga Europa de la UEFA    | Tottenham Hotspur F. C. | Bilbao  | 2025 |